# كورين نيميك
كورين نيميك (بالإنجليزية: Corin Nemec)‏ (ولد في 5 نوفمبر 1971) هو ممثل أمريكي. نيميك معروف أكثر لأدائه دور شخصية باركر لويس في مسلسل "Parker Lewis Can't Lose" و دور جوناس كوين في ستارغيت إس جي 1.

## وصلات خارجية
- كورين نيميك على موقع IMDb (الإنجليزية)
- كورين نيميك على موقع روتن توميتوز (الإنجليزية)
- كورين نيميك على موقع ألو سيني (الفرنسية)
- كورين نيميك على موقع أول موفي (الإنجليزية)
- كورين نيميك على موقع قاعدة بيانات الأفلام السويدية (السويدية)
- كورين نيميك على موقع إن إن دي بي (الإنجليزية)
- كورين نيميك على موقع قاعدة بيانات الفيلم (الإنجليزية)
- كورين نيميك على موقع كينوبويسك (الروسية)